# جرن الجبل (جبلة)

تعديل مصدري - تعديل

جرن الجبل هي إحدى قرى عزلة وراف بمديرية جبلة التابعة لمحافظة إب، بلغ تعداد سكانها 764 نسمة حسب تعداد اليمن لعام 2004.